# Bruchophagus seravschanicus
Bruchophagus seravschanicus är en stekelart som beskrevs av Zerova 1972. Bruchophagus seravschanicus ingår i släktet Bruchophagus och familjen kragglanssteklar. Inga underarter finns listade.